# Neochauliodes azumai
Neochauliodes azumai är en insektsart som beskrevs av Syoziro Asahina 1988. Neochauliodes azumai ingår i släktet Neochauliodes och familjen Corydalidae. Inga underarter finns listade i Catalogue of Life.